# خس‌نشین شگفت‌انگیز
خس‌نشین شگفت‌انگیز (نام علمی: Sericornis virgatus) نام یک گونه از سرده خس‌نشین‌ها است.